# You’d Be So Easy to Love
«You’d Be So Easy to Love» — песня, написанная Коулом Портером для Уильяма Гэкстона, который должен был исполнить её в бродвейском шоу 1934 года Anything Goes. Однако Гэкстон был недоволен широким вокальным диапазоном песни, и она была вырезана из мюзикла. Портер переписал её для фильма 1936 года «Рождённая танцевать», где она прозвучала в исполнении Элинор Пауэлл, Джеймса Стюарта и Фрэнсис Лэнгфорд под альтернативным названием «Easy to Love». Позже песня была добавлена в обновлённые версии мюзикла «Всё, что угодно» 1987 и 2011 годов под полным названием «You’d Be So Easy to Love».
Впоследствии она исполнялась множеством артистов; самые популярные ранние версии хита были исполнены Шепом Филдсом, Фрэнсис Лэнгфорд и Реем Ноблом.